# Spruce Pine
Spruce Pine is een plaats (town) in de Amerikaanse staat North Carolina, en valt bestuurlijk gezien onder Mitchell County.

## Demografie
Bij de volkstelling in 2000 werd het aantal inwoners vastgesteld op 2030.
In 2006 is het aantal inwoners door het United States Census Bureau geschat op 1979, een daling van 51 (-2,5%).

## Geografie
Volgens het United States Census Bureau beslaat de plaats een oppervlakte van
10,1 km², geheel bestaande uit land. Spruce Pine ligt op ongeveer 841 m boven zeeniveau. Het is het centrum van een zeer belangrijk mijnbouwgebied, waar zuivere kwarts wordt gewonnen. Het district staat bekend om de productie van meerdere soorten commerciële materialen. Het bevat de grootste concentratie zuiver kwarts ter wereld. Dit verborgen geheim kwam naar buiten na overstromingen in oktober 2024 door orkaan Helene.

## Plaatsen in de nabije omgeving
De onderstaande figuur toont nabijgelegen plaatsen in een straal van 28 km rond Spruce Pine.